# ドキュメント にっぽんの現場
ドキュメント にっぽんの現場（ -げんば）は、2007年4月12日から2009年3月14日までNHK総合テレビで放送されたドキュメンタリー番組である。

## 概要
日本にあるひとつの現場にスポットライトをあて、そこに密着した長期取材を敢行してそこから見えてくる日本の現状や実情を時間をかけて描いていく。
もともとは、2005年12月26日から年末年始とお盆に放送されていた『にっぽんの現場』という単発のドキュメンタリー番組であった。2007年4月12日からは『にんげんドキュメント』に替わるレギュラー放送『ドキュメント にっぽんの現場』となる。
原則としては東京のNHK放送センターの制作だが、作品によってはNHKの地域放送局や外部プロダクション、NHKエンタープライズ・NHKエデュケーショナルとの共同制作がある。ナレーターは俳優やNHKのアナウンサー（地方局制作のものでも東京のアナウンサーが出演したものがあった）らが週替わりで務める。
2008年4月12日より、毎週土曜日の22:25 - 22:55枠に移動した（同年4月5日から土曜日の放送となったが、この日はNHKプロ野球等の編成の都合上、30分早い21:55 - 22:25に放送された）。土曜放送移行後、上記NHKプロ野球放送時や、『日本の、これから』などの特別番組が放送される時には、本放送は休止することがあった。
最終回となった2009年3月14日の放送は、放送時間を繰り上げ・拡大した21:15 - 22:00に放送した。

## 放送時間の変遷
時間表記はすべてJSTとする。
2007年度
- 本放送：毎週木曜日 23:00 - 23:30
- 再放送（ミッドナイトチャンネル）：毎週水曜日 1:50 - 2:20（火曜日深夜）

2008年度
- 本放送：毎週土曜日 22:25 - 22:55
- 再放送（ミッドナイトチャンネル）：毎週金曜日 3:40 - 4:10（木曜日深夜）

NHKワールドTVでも英語主音声・日本語副音声の2か国語で放送される（約2ヶ月遅れ。英語での番組タイトルは「JAPAN ON SITE」）。

## 放送リスト
「放送日」は本放送日を指す。

## その他
- 2009年2月28日の放送では広島電鉄の正社員と契約社員の待遇格差是正をテーマに取り上げたが、これを機に広島電鉄の労使が協議のうえ契約社員の正社員への昇格、および正社員については一時的に給与が下がるものの定年延長で雇用期間全体として収入は改善される形により雇用条件の改善が実現した。製作は広島放送局が担当した。
- 2009年3月14日の番組最終回では、この日で運行を終了した前日発車の大分駅発「寝台特急 富士」と熊本駅発「寝台特急 はやぶさ」の東京駅行きラストランに関連して山口放送局製作で同列車を取り上げた。なお、2週間後の3月29日日曜日に放送された『あなたのアンコール』で本回が再放送され本編終了後のエピソードなども放送された。